# Bal de l'opéra de Vienne
 (février 2024).
Le bal de l'opéra de Vienne est l'évènement le plus important de la saison des bals de Vienne chaque année, avec le bal du Philharmonique. Il a toujours lieu à l'opéra d'État de Vienne, généralement le dernier jeudi avant le mercredi des Cendres.
Avec 5 150 invités, le bal de l'opéra est le plus grand lieu de rencontre d'Autriche pour les travailleurs culturels, les entrepreneurs et les politiciens nationaux et étrangers. Y compris les participants et les employés, environ 7 000 personnes sont présents le soir du bal.

## Histoire
La tradition du Bal de l'Opéra remonte en 1815, au moment du congrès de Vienne. À la suite de cet événement politique, les artistes de l'opéra organisent des événements de danse. Un bal d'opéra à l'emplacement d'aujourd'hui a lieu pour la première fois en tant que soirée d'opéra de cour le 11 décembre 1877. Les revenus de cet événement sont dédiés à la caisse de pension de l'opéra. Le nom vient aussi du fait que l'empereur n'aurait pas dû danser car il craignait des conditions tumultueuses comme aux bals de l'opéra de Paris. Johann Strauss II dirige l'orchestre de l'opéra, et lorsque son frère Eduard Strauss donne pour la première fois l'Opern-Soirée-Polka, les fauteuils sont écartés et il y a de la danse. Le 2 mars 1878, l'évènement devient une fête costumée.
Après la fin de la monarchie des Habsbourg, on revient à la tradition du bal : Le 29 janvier 1921 a lieu la première fête costumée de la Première République (en faveur des anciens retraités des deux théâtres d'État).
Le premier bal moderne est organisé (après cinq ans de crise économique mondiale) le 26 janvier 1935 sous le protectorat honoraire du chancelier fédéral Kurt Schuschnigg. Depuis, il a lieu presque chaque année le dernier jeudi au mardi Gras à l'opéra national de Vienne. Les exceptions sont principalement des périodes de conflit militaire, comme la Seconde Guerre mondiale à partir de septembre 1939 et l'occupation jusqu'en 1955 par la suite. Avant cela et presque un an après l'Anschluss, le bal avait lieu le 21 février 1939 sur ordre du gouvernement du Troisième Reich.
Le 9 février 1956, le bal a lieu à nouveau pour la première fois après la Seconde Guerre mondiale. Deux interruptions auront lieu, la première en 1991 en raison de la guerre du Golfe, car la sécurité des nombreux invités nationaux et étrangers (étatiques) ne peut être garantie, et la seconde en 2021 en raison de la pandémie de Covid-19 en Autriche.
Le 7 février 1962, Herbert von Karajan démissionne de la direction artistique de l'Opéra d'État de Vienne, ce qui pousse l'administration fédérale du théâtre à décaler le bal le 1er mars de cette année là.
En 2005, le bal de l'opéra de Vienne est déclaré pour la première fois non-fumeur. En 2007, les chiens-guides sont autorisés pour la première fois au bal. L'ouverture du bal 2008 est un ballet de football (chorégraphie de Giorgio Madia, musique composée par Moritz Eggert) à l'occasion du championnat d'Europe de football 2008.
Depuis le bal de 2011, l'Orchestre philharmonique de Vienne participe également à l'ouverture.

## Organisation
L'opéra d'État de Vienne se transforme en une grande salle de bal en très peu de temps, en deux jours. La rénovation et la décoration commencent immédiatement après la dernière représentation le lundi vers 22 heures, soit environ 70 heures disponibles jusqu'à l'admission le jeudi à 20 h 30. Dans le cadre de l'une des premières activités, les sièges du rez-de-chaussée sont démontés et un sol est dessiné sur un échafaudage afin que celui-ci forme une surface plane d'environ 850 m2 avec la scène. L'idée de convertir les différents niveaux du parquet, de la fosse d'orchestre et de la scène en une seule piste de danse vient de Willy Elmayer, qui est chargé de concevoir le bal d'opéra comme un grand bal d'État dans les années 1920. En plus des 76 loges dans les étages, 34 loges de scène sont installées sur trois niveaux depuis 1985, dont certains sont des loges doubles. Depuis 2008, une entrée couverte et grillagée de 30 × 6,5 m avec tapis rouge est aménagée devant l'entrée principale du Ring. Au total, environ 650 personnes sont impliquées dans l'installation. La répétition générale a lieu le mercredi soir.
Une innovation de l'organisatrice du bal d'opéra Elisabeth Gürtler-Mauthner est que le rez-de-chaussée et les étages prestigieux de l'auditorium de l'Opéra national de Vienne ne sont loués qu'aux donateurs de l'opéra. Désormais, les invités réguliers de longue date du bal de l'opéra doivent également payer une redevance annuelle de 36 800 euros (plus 10% de taxe de vente) pour conserver leurs loges.
Sinon, seules les loges de scène les moins prestigieuses sont disponibles pour 17 000 euros chacune.
Depuis 2009, la chorégraphie de la cérémonie d'ouverture est confiée chaque année à une école de danse différente d'un État fédéré différent, auparavant c'était la tâche de l'école de danse Mühlsiegel en coopération avec l'école de danse Elmayer. Klaus Mühlsiegel contribue à la chorégraphie, et l'école de danse Elmayer est responsable de la valse viennoise et de la répétition de la chorégraphie. De 2009 à 2018, Roman E. Svabek de l'école de danse du même nom est le maître de cérémonie du bal de l'opéra et est chargé de l'ouverture.
Après le bal, certaines des décorations florales sont emportées par les visiteurs du dernier bal, et le nettoyage et le démontage commencent à 6 h du matin. Les vendredis après-midi, deux concerts de la « Flûte enchantée pour enfants » ont lieu dans la salle de bal depuis 2003, auxquels viennent environ 7 000 visiteurs de toute l'Autriche. Le démontage est terminé le samedi soir et la première représentation régulière a lieu.

### Organisatrices
- 1956–1980 : Christl Schönfeldt
- 1981–1996 : Lotte Tobisch-Labotýn
- 1999–2007 : Elisabeth Gürtler-Mauthner
- 2008–2016 : Desirée Treichl-Stürgkh
- 2017–2020 : Maria Großbauer

## Déroulement
190 couples de danseurs ouvrent la soirée sous la forme d'un bal de débutante. Nombreux de ces jeunes gens sont des enfants de célébrités et de diplomates, et une formation intensive d'une semaine doit être suivie par tous les danceurs.
Le bal commence par l'entrée du président fédéral dans sa loge au son de Opernball-Fanfare composée par Karl Rosner. Immédiatement après l'hymne national et l'hymne européen, la première partie du comité s'installe dans la salle de bal au son d'une polonaise. La Fächerpolonaise composée par Carl Michael Ziehrer est traditionnellement jouée, mais plus récemment, d'autres œuvres sont également jouées. Après les intermèdes obligatoires tels que les spectacles de chant et de danse, la deuxième partie est suivie de l'entrée des couples de danseurs.
Le Mitternachtsquadrille suit à minuit. À 2 h et 4 h, d'autres quadrilles suivent. Traditionnellement, l'orchestre joue les trois pièces suivantes à la fin : Le Beau Danube bleu, la Marche de Radetzky et Brüderlein fein. Le bal se termine à 5 h du matin.

## Émission
Depuis 1969, à l'exception de 1982 et 1983, l'ÖRF diffuse le bal de l'opéra en direct à la télévision.

### Commentateurs
| Année | Présentation | Commentaires |
| ----- | --- | --- |
| 1958  | Fritz Senger | Fritz Senger |
| 1965  | Walter Pissecker | Walter Pissecker |
| 1972  | Heinz Fischer-Karwin, Walter Richard Langer, Gerhard Vogl                                                                                    | Heinz Fischer-Karwin, Walter Richard Langer, Gerhard Vogl                                                                                    |
| 1973  | Heinz Fischer-Karwin, Walter Richard Langer, Gerhard Vogl                                                                                    | Heinz Fischer-Karwin, Walter Richard Langer, Gerhard Vogl                                                                                    |
| 1974  | Heinz Fischer-Karwin, Walter Richard Langer, Gerhard Vogl                                                                                    | Heinz Fischer-Karwin, Walter Richard Langer, Gerhard Vogl                                                                                    |
| 1975  | Heinz Fischer-Karwin, Walter Richard Langer, Gerhard Vogl                                                                                    | Heinz Fischer-Karwin, Walter Richard Langer, Gerhard Vogl                                                                                    |
| 1976  | Heinz Fischer-Karwin, Walter Richard Langer, Gerhard Vogl                                                                                    | Heinz Fischer-Karwin, Walter Richard Langer, Gerhard Vogl                                                                                    |
| 1977  | Heinz Fischer-Karwin, Walter Richard Langer, Gerhard Vogl                                                                                    | Heinz Fischer-Karwin, Walter Richard Langer, Gerhard Vogl                                                                                    |
| 1978  | Heinz Fischer-Karwin, Walter Richard Langer, Gerhard Vogl                                                                                    | Heinz Fischer-Karwin, Walter Richard Langer, Gerhard Vogl                                                                                    |
| 1979  | Heinz Fischer-Karwin, Walter Richard Langer, Gerhard Vogl                                                                                    | Heinz Fischer-Karwin, Walter Richard Langer, Gerhard Vogl                                                                                    |
| 1980  | Horst Friedrich Mayer, Robert Hochner, Ursula Stenzel et Hans-Paul Strobl                                                                    | Horst Friedrich Mayer, Robert Hochner, Ursula Stenzel et Hans-Paul Strobl                                                                    |
| 1981  | Horst Friedrich Mayer, Eva Maria Klinger, Robert Hochner, Gerhard Vogl et Erwin Fischer                                                      | Horst Friedrich Mayer, Eva Maria Klinger, Robert Hochner, Gerhard Vogl et Erwin Fischer                                                      |
| 1982  | Gertrude Aubauer, Gerhard Vogl, Erwin Fischer, Walter Seledec (aucun direct)                                                                 | Gertrude Aubauer, Gerhard Vogl, Erwin Fischer, Walter Seledec (aucun direct)                                                                 |
| 1983  | Erwin Fischer et Gerhard Vogl (aucun direct)                                                                                                 | Erwin Fischer et Gerhard Vogl (aucun direct)                                                                                                 |
| 1984  | Horst Friedrich Mayer, Ursula Stenzel, Erwin Fischer et Gerhard Vogl                                                                         | Horst Friedrich Mayer, Ursula Stenzel, Erwin Fischer et Gerhard Vogl                                                                         |
| 1985  | Horst Friedrich Mayer, Erwin Fischer, Gerhard Vogl, Nora Frey, Reinhold Henke, Herbert Dobrovolny, Walter Seledec et Vera Russwurm pour 3sat | Horst Friedrich Mayer, Erwin Fischer, Gerhard Vogl, Nora Frey, Reinhold Henke, Herbert Dobrovolny, Walter Seledec et Vera Russwurm pour 3sat |
| 1986  | Nora Frey, Ricarda Reinisch, Ernst Grissemann, Erwin Fischer, Gerhard Vogl et Reinhold Henke                                                 | Nora Frey, Ricarda Reinisch, Ernst Grissemann, Erwin Fischer, Gerhard Vogl et Reinhold Henke                                                 |
| 1987  | Horst Friedrich Mayer, Nora Frey, Alfred Stamm, Gertrude Aubauer, Wolfgang Pav, Herbert Dobrovolny et Robert Reumann                         | Horst Friedrich Mayer, Nora Frey, Alfred Stamm, Gertrude Aubauer, Wolfgang Pav, Herbert Dobrovolny et Robert Reumann                         |
| 1988  | Herbert Dobrovolny, Erwin Fischer et Nora Frey                                                                                               | Herbert Dobrovolny, Erwin Fischer et Nora Frey                                                                                               |
| 1989  | Herbert Dobrovolny et Erwin Fischer | Herbert Dobrovolny et Erwin Fischer |
| 1990  | Herbert Dobrovolny et Erwin Fischer | Herbert Dobrovolny et Erwin Fischer |
| 1991  | Herbert Dobrovolny et Erwin Fischer | Herbert Dobrovolny et Erwin Fischer |
| 1992  | Herbert Dobrovolny et Erwin Fischer | Herbert Dobrovolny et Erwin Fischer |
| 1993  | Herbert Dobrovolny et Erwin Fischer | Herbert Dobrovolny et Erwin Fischer |
| 1994  | Max Schautzer, Eva Twaroch, Dieter Chmelar et Catherina Braunsteiner                                                                         | Max Schautzer, Eva Twaroch, Dieter Chmelar et Catherina Braunsteiner                                                                         |
| 1995  | Horst Friedrich Mayer, Barbara Stöckl et Alfons Haider                                                                                       | Horst Friedrich Mayer, Barbara Stöckl et Alfons Haider                                                                                       |
| 1996  | Horst Friedrich Mayer, Barbara Stöckl et Alfons Haider                                                                                       | Horst Friedrich Mayer, Barbara Stöckl et Alfons Haider                                                                                       |
| 1997  | Horst Friedrich Mayer, Barbara Stöckl et Alfons Haider                                                                                       | Horst Friedrich Mayer, Barbara Stöckl et Alfons Haider                                                                                       |
| 1998  | Horst Friedrich Mayer, Barbara Stöckl et Alfons Haider                                                                                       | Horst Friedrich Mayer, Barbara Stöckl et Alfons Haider                                                                                       |
| 1999  | Ingrid Thurnher, Alfons Haider, Günther Ziesel                                                                                               | Ingrid Thurnher, Alfons Haider, Günther Ziesel                                                                                               |
| 2000  | Ingrid Thurnher, Barbara Rett, Dieter Chmelar                                                                                                | Ingrid Thurnher, Barbara Rett, Dieter Chmelar                                                                                                |
| 2001  | Ingrid Thurnher, Dieter Chmelar | Karl Hohenlohe et Christoph Wagner-Trenkwitz                                                                                                 |
| 2002  | Ingrid Thurnher, Alfons Haider | Karl Hohenlohe et Christoph Wagner-Trenkwitz                                                                                                 |
| 2003  | Alfons Haider, Arabella Kiesbauer | Karl Hohenlohe et Christoph Wagner-Trenkwitz                                                                                                 |
| 2004  | Alfons Haider, Arabella Kiesbauer | Karl Hohenlohe et Christoph Wagner-Trenkwitz                                                                                                 |
| 2005  | Alfons Haider, Arabella Kiesbauer | Karl Hohenlohe et Christoph Wagner-Trenkwitz                                                                                                 |
| 2006  | Alfons Haider, Arabella Kiesbauer, Tamee Harrison                                                                                            | Karl Hohenlohe et Christoph Wagner-Trenkwitz                                                                                                 |
| 2007  | Alfons Haider, Barbara Rett, Arabella Kiesbauer, Tamee Harrison                                                                              | Karl Hohenlohe et Christoph Wagner-Trenkwitz                                                                                                 |
| 2008  | Alfons Haider, Barbara Rett, Claudia Stöckl, Marie-Claire Zimmermann                                                                         | Karl Hohenlohe et Christoph Wagner-Trenkwitz                                                                                                 |
| 2009  | Alfons Haider, Barbara Rett, Dorian Steidl, Elke Winkens, Marie-Claire Zimmermann                                                            | Karl Hohenlohe et Christoph Wagner-Trenkwitz                                                                                                 |
| 2010  | Alfons Haider, Barbara Rett, Kati Bellowitsch, Claudia Reiterer, Dominic Heinzl                                                              | Karl Hohenlohe et Christoph Wagner-Trenkwitz                                                                                                 |
| 2011  | Alfons Haider, Mirjam Weichselbraun, Barbara Rett, Kati Bellowitsch, Klaus Eberhartinger                                                     | Karl Hohenlohe et Christoph Wagner-Trenkwitz                                                                                                 |
| 2012  | Alfons Haider, Mirjam Weichselbraun, Barbara Rett                                                                                            | Karl Hohenlohe et Christoph Wagner-Trenkwitz                                                                                                 |
| 2013  | Alfons Haider, Mirjam Weichselbraun, Barbara Rett                                                                                            | Karl Hohenlohe et Christoph Wagner-Trenkwitz                                                                                                 |
| 2014  | Alfons Haider, Mirjam Weichselbraun, Barbara Rett                                                                                            | Karl Hohenlohe et Christoph Wagner-Trenkwitz                                                                                                 |
| 2015  | Alfons Haider, Mirjam Weichselbraun, Barbara Rett                                                                                            | Karl Hohenlohe et Christoph Wagner-Trenkwitz                                                                                                 |
| 2016  | Alfons Haider, Mirjam Weichselbraun, Barbara Rett                                                                                            | Karl Hohenlohe et Christoph Wagner-Trenkwitz                                                                                                 |
| 2017  | Alfons Haider, Mirjam Weichselbraun, Barbara Rett                                                                                            | Karl Hohenlohe et Christoph Wagner-Trenkwitz                                                                                                 |
| 2018  | Alfons Haider, Mirjam Weichselbraun, Barbara Rett                                                                                            | Karl Hohenlohe et Christoph Wagner-Trenkwitz                                                                                                 |
| 2019  | Alfons Haider, Mirjam Weichselbraun, Barbara Rett                                                                                            | Karl Hohenlohe et Christoph Wagner-Trenkwitz                                                                                                 |
| 2020  | Alfons Haider, Mirjam Weichselbraun, Teresa Vogl (de)                                                                                        | Karl Hohenlohe et Christoph Wagner-Trenkwitz                                                                                                 |

## Artistes de la cérémonie d'ouverture
- 1986 : Eva Lind
- 1999 : Regina Schörg
- 2000 : Bo Skovhus
- 2001 : Konzertvereinigung Wiener Staatsopernchor
- 2002 : Angela Denoke
- 2003 : José Cura
- 2004 : Anna Netrebko, Michael Heltau
- 2005 : Elīna Garanča, Marcelo Álvarez
- 2006 : Adrian Eröd, Ildikó Raimondi
- 2007 : Anna Netrebko
- 2008 : José Carreras
- 2009 : Tamar Iveri, Ramón Vargas
- 2010 : Boaz Daniel, Adrian Eröd, Anita Hartig, Teodora Gheorghiu, Ioan Holender, Simina Ivan, Nadia Krasteva, Janusz Monarcha, Gergely Németi, Ildikó Raimondi, Alexandra Reinprecht, Michaela Selinger, Alfred Šramek, Marian Talaba
- 2011 : La Philharmonie de Vienne jouera pour la première fois à l'occasion de l'ouverture du bal de l'opéra, Elīna Garanča
- 2012 : Wiener Philharmoniker sous la direction de Georges Prêtre, Angela Gheorghiu
- 2013 : Valentina Naforniță et Adam Plachetka
- 2014 : Margarita Gritskova, Anita Hartig, Michael Schade
- 2015 : Olga Bezsmertna, Aida Garifullina, Carlos Álvarez
- 2016 : Plácido Domingo, Olga Peretyatko
- 2017 : Jonas Kaufmann, direction de Speranza Scappucci
- 2018 : Pavol Breslik, Valentina Naforniță
- 2019 : Anna Netrebko, Yusif Eyvazov
- 2020 : Piotr Beczała, Aida Garifullina
- 2024 : Priscilla Presley[5]

## Manifestations
Comme le bal de l'opéra de Vienne est un évènement important, il est l'occasion de manifestations qui donnent lieu à quelques perturbations.[réf. nécessaire]

## Source de la traduction
- (de) Cet article est partiellement ou en totalité issu de l’article de Wikipédia en allemand intitulé « Wiener Opernball » (voir la liste des auteurs).